# 浦和記念公園

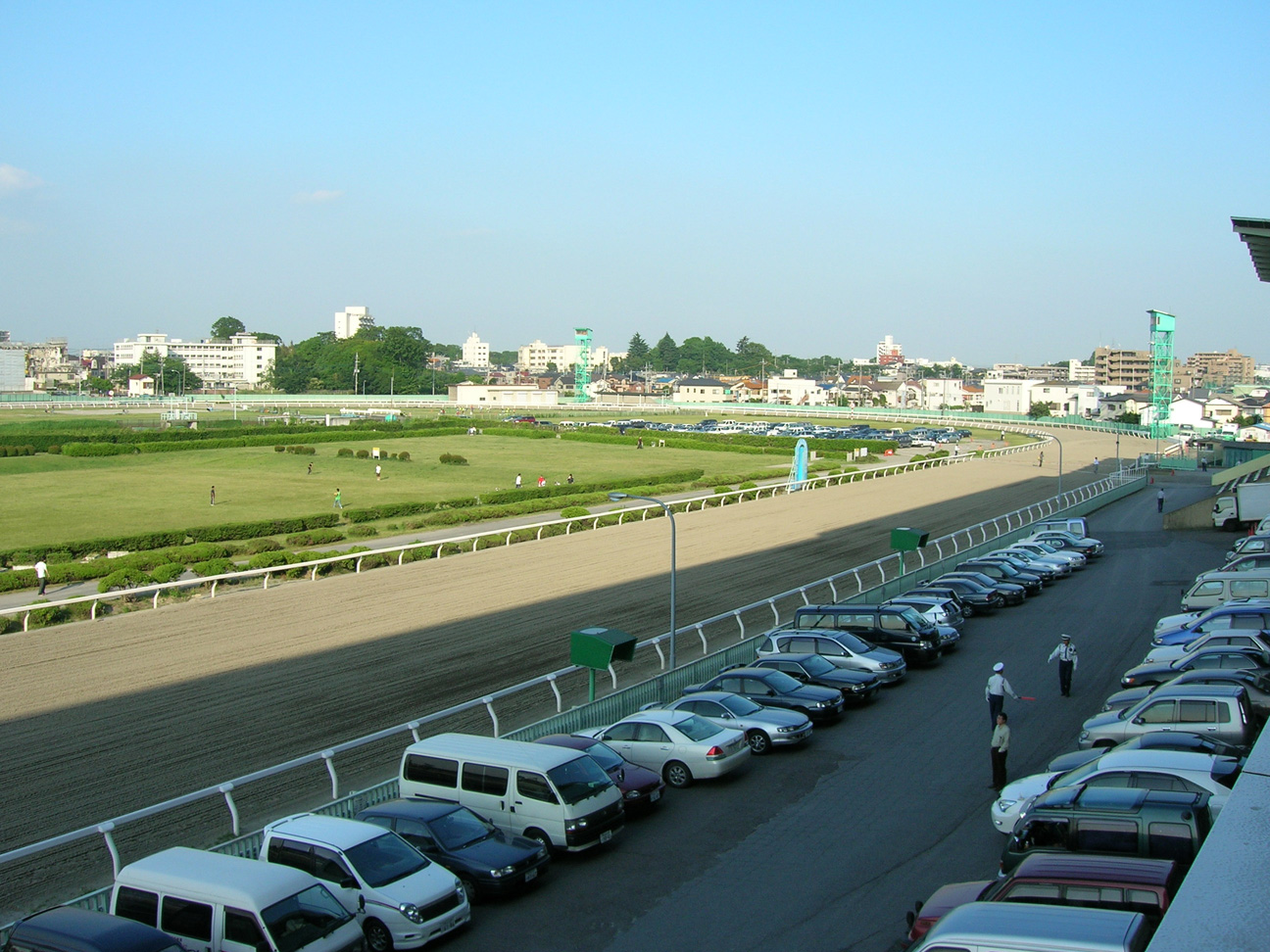
公園南側

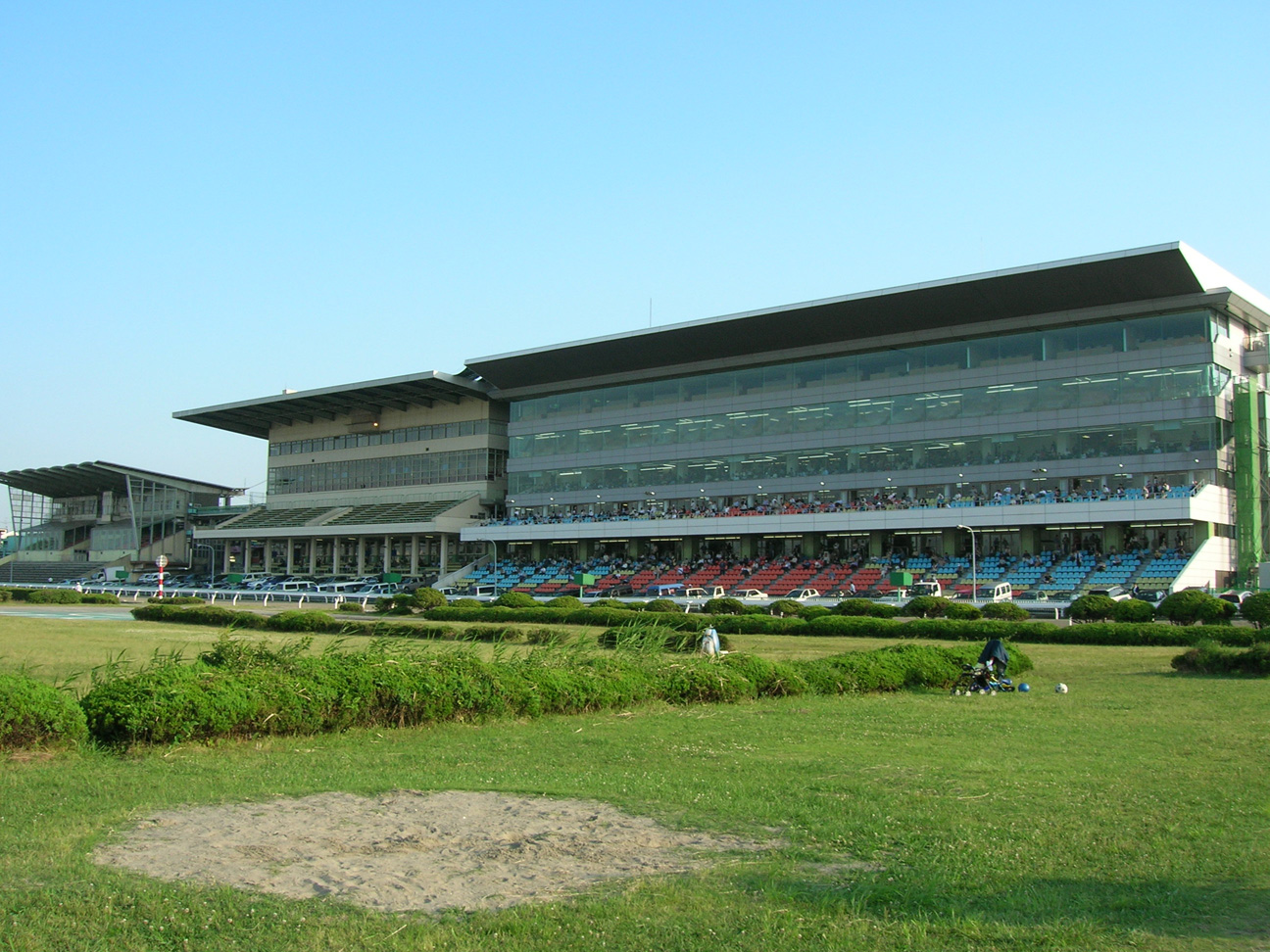
浦和競馬場スタンド

浦和記念公園（うらわきねんこうえん）は、埼玉県さいたま市南区大谷場・太田窪にある公園である。浦和競馬場内にある。
1940年（昭和15年）に、浦和市が「紀元2600年記念事業」の一環として開園した。その後1948年（昭和23年）に、公園の敷地内に競馬場が整備され、本来の公園が競馬場の内馬場にある形となっている。

## 概要
浦和競馬場のコースの内側を1973年（昭和48年）に芝生などで緑地化した公園である。サッカー場と野球場などが整備されている。競馬開催日以外は立ち入ることが可能である。競馬非開催日および場外発売日の利用可能時間内は一般開放される。
かつては遊具が設置されていたが撤去され、2010年（平成22年）8月にジョギングコースが設けられた。浦和駅や南浦和駅からのアクセスの良さもあり、さまざまな屋外イベントも開催されている。グラウンドでは浦和レッドダイヤモンズの選手たちをコーチ役に招いての子供向けサッカー教室や、さいたま市主催によるさいたま市花火大会などのイベントが行われたこともある。
毎年秋に開催されている「南区ふるさとふれあいフェア」では、熱気球体験などが行われる。
災害など緊急時に備え、競馬場内の設備としては全国初のヘリポートが設置されている。公園中央には、藤右衛門川が流れ、水害に悩まされていた経緯を踏まえ、浦和競馬場調節池が整備されている。これは埼玉県が初めて造成した調節池となっている。

## 開放時間
- 5月1日-9月15日…午前5時-午後7時
- 9月16日-4月30日…午前6時-午後7時
- 競馬開催前5日間（例：4月26日開催初日の場合は4月21日-25日）…午前9時半-午後7時
- 能力試験開催日…午前9時半-午後7時
- 浦和競馬開催期間中…終日閉鎖
- その他、ダートコースや公園の利用状況によって開門時間の長短、閉鎖する場合がある（頻度は少ないが、本場、他場で重賞出走予定がある場合、トレセンではなく浦和競馬場で調教を行う事がある）。